# Frank Borkowski
Frank Borkowski (ur. 26 lipca 1969) – wschodnioniemiecki, a potem niemiecki judoka.
Startował w Pucharze Świata w 1990. Brązowy medalista mistrzostw Europy w 1990. Pierwszy na ME juniorów w 1988. Mistrz NRD w 1990 roku.